# Neoceratiidae
Neoceratiidae é uma família de peixes actinopterígeos pertencentes à ordem Lophiiformes.